# Majkowice (gromada)
Majkowice (od 31 XII 1961 Bogucice) – dawna gromada, czyli najmniejsza jednostka podziału terytorialnego Polskiej Rzeczypospolitej Ludowej w latach 1954–1972.
Gromady, z gromadzkimi radami narodowymi (GRN) jako organami władzy najniższego stopnia na wsi, funkcjonowały od reformy reorganizującej administrację wiejską przeprowadzonej jesienią 1954 do momentu ich zniesienia z dniem 1 stycznia 1973, tym samym wypierając organizację gminną w latach 1954–1972.
Gromadę Majkowice z siedzibą GRN w Majkowicach utworzono – jako jedną z 8759 gromad na obszarze Polski – w powiecie bocheńskim w woj. krakowskim, na mocy uchwały nr 18/IV/54 WRN w Krakowie z dnia 6 października 1954. W skład jednostki weszły obszary dotychczasowych gromad Majkowice, Bogucice, Ostrów Szlachecki i Gawłów ze zniesionej gminy Bogucice w tymże powiecie. Dla gromady ustalono 19 członków gromadzkiej rady narodowej.
Gromadę Majkowice zniesiono 31 grudnia 1961 w związku z przeniesieniem siedziby GRN z Majkowic do Bogucic i przemianowaniem jednostki na gromada Bogucice.